# Pontificia Universidad Católica de Río Grande del Sur
La Pontificia Universidad Católica de Río Grande del Sur (PUCRS) es una institución de educación superior, privada y católica de Brasil, con tres campus ubicados en las ciudades de Porto Alegre, Uruguaiana y Viamão. Es una de las instituciones brasileñas más grandes y prestigiosos de enseñanza superior, así como el estado más grande privada de Rio Grande do Sul y la primera universidad fundada por la orden de la Congregación de los Hermanos Maristas.

## Investigación científica
La Universidad ha contribuido a la preservación e investigación científica de los sitios paleontológicos de la ciudad y del geoparque de paleorrota.